# Tytthus pygmaeus
Tytthus pygmaeus är en insektsart som först beskrevs av Zetterstedt 1840.  Tytthus pygmaeus ingår i släktet Tytthus och familjen ängsskinnbaggar. Arten är reproducerande i Sverige. Inga underarter finns listade i Catalogue of Life.